# Opportunity
Opportunity eller; Mer-1, MER-B, Mars Exploration Rover – B, er en af to robotter i NASAs nu afsluttede Mars Exploration Rovers-program, den anden robot er kaldtes Spirit.  
Den 25. januar 2004 landede Opportunity i "Eagle"-krateret på Mars, tre uger efter Spirit, der var landet på den anden side af Mars. 
Opportunity er den tredje robot, der har landet på planeten Mars. På landingsdelen er der en LEGO-kvinde ved navn 'Sandy Moondust', der bloggede på Planetary Societys hjemmeside. 

## Hovedformål med missionen
Opportunitys hovedformål var at undersøge kemiske og geologiske forhold på planeten Mars.
Missionen var planlagt til at vare 90 marsdøgn på Marsoverfladen. Missionen er blevet udvidet flere gange og havde den 17. november 2006 passeret 1000 marsdøgn. 
Den 17. februar 2018 rundede Opportunity 5000 marsdøgn.
Inden landingen på Mars var målet for hver af Mars-roverne at køre ca. 40 meter på en dag. Begge roverne passerede disse mål. Robotterne fortsatte med at fungere effektivt ti gange længere, end NASA havde forventet, og roverne kunne derved gennemføre vigtige geologiske undersøgelser af sten og overfladen på Mars.
Den 13. februar 2019 erklærede NASA missionen for afsluttet efter 5352 marsdøgn, da Opportunity ikke havde kommunikeret siden august 2018.

### Videnskabelige instrumenter
- Panoramic Camera (Pancam): Til at bestemme mineralogien, overfladen og struktur på det lokale terræn.
- Miniature Thermal Emission Spectrometer (Mini-TES): For at identificere mulige sten og steder der ønskes nærmere undersøgelse. Instrumentet kan også se mod himmelen for at undersørge temperaturprofiler på Mars-atmosfæren.
- Mössbauer Spectrometer (MB) og Alpha Particle X-Ray Spectrometer (APXS): Til nærmere undersøgelser af mineralogien, sten og jordprøver.
- Magneter: Til at samle magnetisk støv-partikler. MB og APXS til analyse af prøvene.
- Microscopic Imager (MI): Til at få nærbilleder med høj resolution af sten og jord.
- Rock Abrasion Tool (RAT): Til at bore i sten[3].

- Billede fra Opportunity
- Opportunity i krater på Mars
- Opportunity arbejder
- Opportunity inden opsendelse i 2003